# The Lady Thief and the Baffled Bobbies
The Lady Thief and the Baffled Bobbies byl britský němý film z roku 1903. Režisérem byl Percy Stow (1876–1919). Film měl premiéru v lednu 1903 a v současnosti je považován za ztracený.

## Děj
Policie na vlakovém nádraží pátrá po zloději diamantů, který v přestrojení za elegantní dámu nastoupí do vlaku. Poté, co si policisté uvědomí, že ona dáma je ve skutečnosti muž, pokusí se dostat do vagonu, ale vlak se zlodějem jim ujede. Na další železniční stanici detektivové pečlivě kontolují každou ženu, která vystoupí, čímž jim zloděj s výsměchem zase proklouzne, jelikož si během cesty sundal ženský převlek.